# My Life as a Child Star
My Life as a Child Star è il sesto album di studio del gruppo punk inglese Alternative TV, pubblicato nel 1994 da Feel Good All Over Records.
È stato in seguito ristampato da Overgrown Records nel 1995 e da Overground Records nel 2002.

## Tracce
- Tutte le tracce scritte da Mark Perry eccetto dove indicato.

1. Child Star - 5:10
2. Magic - 2:45
3. Reflections on a Strange Existence - 4:57
4. Melting Pot - 3:23
5. Parasite -	2:25
6. Don't You Lie to Me - 2:13
7. Reunion - 4:28
8. Breakdown - 4:00
9. I'll Put Aside My Feelings for Awhile - 2:40
10. It's Over (Perry, Phillips) - 3:47
11. Give Me Love - 5:14
12. Emotional Inner World - 4:20
13. Decline And Fall -	4:55
14. Best Wishes (New Mix) - 3:09
15. Magic (Alternative Version) - 2:58

## Crediti[3][4]
- Mark Perry - chitarra, voce
- Mike Cook - basso, chitarra
- Suzi Webb - basso
- Allison Phillips - percussioni
- Laura McKenzie - voce
- Ian McKay - ingegneria del suono
- Jon Langford - missaggio
- Dave Trumfio - assistente al missaggio